# Ophioglossum lusitanicum
Ophioglossum lusitanicum är en låsbräkenväxtart. Ophioglossum lusitanicum ingår i släktet ormtungor, och familjen låsbräkenväxter.

## Underarter
Arten delas in i följande underarter:
- O. l. coriaceum
- O. l. lusitanicum